# ISDB
L'ISDB (Integrated Services Digital Broadcasting) és un estàndard de difusió de televisió (DTV) i àudio digital (DAB) creat per Japó.
L'ISDB integra diversos tipus de continguts digitals, els quals poden incloure HDTV, SDTV, so, gràfics, text, etc. A causa dels diferents serveis a cobrir, la quantitat de requeriments a complir també és extensa i variada. Per exemple, pels serveis basats en HDTV, cal una alta capacitat de transmissió mentre que per al so i els serveis de transmissió de dades cal la recepció correcta en dispositius mòbils.
El nucli de l'estàndard ISDB són ISDB-S (televisió per satèl·lit, ISDB-T (terrestre), ISDB-C (cable) i continguts per a telefonia mòbil a la banda de 2,6 GHz. Tots aquests serveis estan basats en la codificació d'àudio i vídeo MPEG-2 així com la trama de transport descrita també per l'estàndard MPEG-2. També són capaços de suportar la transmissió de televisió en alta definició (HDTV). ISDB-T i ISDB-Tsb estan també dissenyats per a la recepció mòbil en la banda de Televisió. 1seg és el nom d'un servei ISDB-T per a la recepció en cel·lulars, PC's portàtils i vehicles.
La similitud amb ISDN (XDSI) és deguda al fet que ambdós sistemes permeten que múltiples canals de dades siguin retransmesos al mateix temps (multiplexació). El sistema és similar a l'utilitzat per EUREKA 147, sistema de ràdio que agrupa un grup d'emissores i les ensambla. També és molt similar a l'estàndard de Televisió Digital multi-canal DVB-T. ISDB-T opera en canals de TV no utilitzats per ningú més.

## Compressió d'àudio i vídeo
El sistema de compressió d'àudio i vídeo adoptat per ISDB, tal com ha fet DVB, ha estat MPEG-2. Tan DVB i ISDB venen preparats per adoptar altres mètodes de compressió com són JPEG i MPEG-4, tot i que JPEG és només una part necessària per a l'estàndard MHEG.

## Transmissió
Els diferents tipus de ISDB difereixen principalment en el tipus de modulació utilitzada a causa de les diferents bandes requerides pels diferents serveis.
Així doncs, tenim que La banda de 12 GHz utilitzada per ISDB-S utilitza la modulació PSK, la de 2,6 GHz per difusió de so digital usa CDM i ISDB-T en les bandes VHF i UHF funciona amb COFDM amb PSK/QAM.

## Interacció
A part de la transmissió d'àudio i vídeo, ISDB també defineix la difusió de dades a través d'internet com un canal de retorn sobre diversos medis ((10Base-T/100Base-T, mòdem de línia telefònica, telefonia mòbil, Wireless LAN (IEEE 802.11), etc.) i diferents protocols. Això és utilitzat, per exemple, per interfícies interactives com la difusió de dades (ARIB STD B-24) i guies electròniques de programació (EPG).

## Interfície i Encriptació
ISDB descriu una gran quantitat d'interfícies, però la més important és la interfície Comú d'Accés Condicional (ARIB STD-B25) amb el Common Scrammbling Algorithm (Multi-2) necessari per al descodificador de TV.
El ISDB CAS és controlat per la companyia japonesa B-CAS; la targeta CAS, s'anomena B-CAS. El senyal japonès ISDB està sempre encriptat pels sistemes B-CAS fins i tot per la programació gratuïta. A aquest sistema se l'anomena "Sistema de pagament per visió sense càrrecs".
ISDB també suporta RMP (Rigthts management i protecció) pel fet que tots els sistemes DTV transporten informació digital que pot ser gravada sense pèrdua de qualitat. Els continguts tenen 3 modes:
- Una còpia
- Còpia gratuïta
- Sense còpia

En el mode "una còpia" un programa es pot emmagatzemar en un disc dur però no se'n poden fer copies.

## ISDB-S

### Especificacions
| Codificació de canal | Modulació                           | TC8PSK, QPSK, BPSK (Transmissió jeràrquica)                                                                     |
| Codificació de canal | Codi de correcció d'errors          | Codificació interna:Trellis [TC8PSK] i Convolution Outer coding :RS(204,188); TMCC:Codificació convolucional+RS |
| Codificació de canal | Multiplexació en el domini temporal | TMCC |
| Accés condicional    | Accés condicional                   | Multi-2 |
| Difusió de dades     | Difusió de dades                    | ARIB STD B-24 (BML, ECMA script)                                                                                |
| Informació de servei | Informació de servei                | ARIB STD B-10                                                                                                   |
| Multiplexació        | Multiplexació                       | MPEG-2 Systems                                                                                                  |
| Codificació d'àudio  | Codificació d'àudio                 | MPEG-2 Audio（AAC）                                                                                             |
| Codificació de vídeo | Codificació de vídeo                | MPEG-2 vídeo |

### Canals
Especificacions de freqüència i canals del satèl·lit utilitzant ISDB-S.
| Mètode                          | Difusió digital BS | Difusió digital de banda ampla CS |
| ------------------------------- | ------------------ | --------------------------------- |
| Banda                           | 11.7 a 12.2 GHz    | 12.2 a 12.75 GHz                  |
| Velocitat de transmissió de bit | 51 Mbit/s (TC8PSK) | 40 Mbit/s (QPSK)                  |
| Amplada de banda de transmissió | 34.5 MHz*          | 34.5 MHz                          |

- Compatible amb els transponedors a 27 MHz per compatibilitat amb radiodifusió analògica FM.

### ISDB-S3
Nova versió de satèl·lit que suporta àudio 4K, 8K, HDR, HFR i 22.2.

## ISDB-T

### Característiques
ISDB-T està caracteritzat per les següents propietats:
- ISDB-T pot retransmetre un canal HDTV i un canal de telefonia mòbil en una amplada de banda de 6 MHz típicament utilitzat per la retransmissió de TV.
- ISDB-T permet emetre 2 o 3 canals SDTV en lloc d'un canal de HDTV.
- La combinació d'aquests serveis es pot canviar en qualsevol moment.
- ISDB-T permet serveis interactius de dades.
- ISDB-T suporta EPG (Electronic Program Guides)
- ISDB-T permet accés a internet també en telefonia mòbil.
- ISDB-T es pot rebre en interior amb una antena per a interiors.
- ISDB-T és un sistema robust a interferències multicamí, a interferències co-canal amb la televisió analògica i a sorolls de naturalesa impulsiva provinents de vehicles de motor i linees de tensió en entorns urbans.
- ISDB-T accepta també la recepció en vehicles movent-se a velocitats de fins a 100 km/h.

### Especificacions tècniques

#### Estructura del segment
ISDB-T divideix la banda freqüencial d'un canal en 13 segments. L'Emissor pot seleccionar la combinació de segments a utilitzar: aquesta elecció de l'estructura del segment permet flexibilitat en els serveis. Per exemple, podem transmetre un canal HDTV o bé 3 SDTV, podent-ho canviar en qualsevol moment. ISDB-T també pot canviar les modulacions al mateix temps.
| Seg.13 | Seg.11 | Seg.9 | Seg.7 | Seg.5 | Seg.3 | Seg.1 | Seg.2 | Seg.4 | Seg.6 | Seg.8 | Seg.10 | Seg.12 |
| ------ | ------ | ----- | ----- | ----- | ----- | ----- | ----- | ----- | ----- | ----- | ------ | ------ |

FIGURA Estructura d'un segment ISDB-T

#### Quadre resum del ISDB-T
| Transmissió Codificació de canal | Modulació             | 64QAM-OFDM, 16QAM-OFDM, QPSK-OFDM, DQPSK-OFDM (Retransmissió jeràrquica) | 64QAM-OFDM, 16QAM-OFDM, QPSK-OFDM, DQPSK-OFDM (Retransmissió jeràrquica) | Codi de correcció d'errors       | Codificació interna, Convolucional 7/8,3/4,2/3,1/2 Codificació externa :RS(204,188) | Codificació interna, Convolucional 7/8,3/4,2/3,1/2 Codificació externa :RS(204,188) | Temps de guarda | 1/16,1/8,1/4 | 1/16,1/8,1/4 | Interleaving | Time, Frequency, bit, byte | Time, Frequency, bit, byte | Multiplexació en freqüència | BST-OFDM (Estructura del segment OFDM) | BST-OFDM (Estructura del segment OFDM) |
| Transmissió Codificació de canal | Accés condicional     | Accés condicional                                                        | Mutli-2                                                                  | Mutli-2                          |                                                                                     |                                                                                     |                 |              |              |              |                            |                            |                             |                                        |                                        |
| Transmissió Codificació de canal | Difusió de dades      | Difusió de dades                                                         | ARIB STD B-24 (BML, ECMA script)                                         | ARIB STD B-24 (BML, ECMA script) |                                                                                     |                                                                                     |                 |              |              |              |                            |                            |                             |                                        |                                        |
| Transmissió Codificació de canal | Informació de serveis | Informació de serveis                                                    | ARIB STD B-10                                                            | ARIB STD B-10                    |                                                                                     |                                                                                     |                 |              |              |              |                            |                            |                             |                                        |                                        |
| Transmissió Codificació de canal | Multiplexació         | Multiplexació                                                            | MPEG-2 Systems                                                           | MPEG-2 Systems                   |                                                                                     |                                                                                     |                 |              |              |              |                            |                            |                             |                                        |                                        |
| Codificació d'àudio              | Codificació d'àudio   | Audio MPEG-2(AAC)                                                        | Audio MPEG-2(AAC)                                                        |                                  |                                                                                     |                                                                                     |                 |              |              |              |                            |                            |                             |                                        |                                        |
| Codificació de vídeo             | Codificació de vídeo  | vídeo MPEG-2                                                             | MPEG-4 AVC /H.264*                                                       |                                  |                                                                                     |                                                                                     |                 |              |              |              |                            |                            |                             |                                        |                                        |
| -------------------------------- | --------------------- | ------------------------------------------------------------------------ | ------------------------------------------------------------------------ | -------------------------------- | ----------------------------------------------------------------------------------- | ----------------------------------------------------------------------------------- | --------------- | ------------ | ------------ | ------------ | -------------------------- | -------------------------- | --------------------------- | -------------------------------------- | -------------------------------------- |

- H.264 utilitzat en un segment de difusió per telefonia Mòbil.

#### Canalització
| Mètode                          | Difusió digital terrestre |
| Banda freqüencial               | VHF/UHF, Banda super alta |
| Velocitat de transmissió de bit | 19 Mbit/s(64QAM)          |
| Amplada de banda                | 5.6 MHz*                  |
| ------------------------------- | ------------------------- |

- Compatible amb els 6 MHz de la TV analògica

### 1seg
Part del senyal ISDB-T destinat a dispositius com telèfons.
1seg al Japó transmet a 15 fotogrames per segon, mentre que 30 a Brasil. Per tant, hem de parar atenció a les capacitats del dispositiu que estem comprant.

### ISDB-Tmm
Derivat a partir de 1seg per a dispositius mòbils més moderns.

### ISDB-Tsb
Derivat a partir de 1seg destinat només a transmetre àudio.

### ISDB-Tb
El Brasil ha realitzat millores (per exemple, H.264) traduïdes per l'estàndard anomenat SBTVD, ISDB-Tb, ISDB-T International o SATVD (Argentina). Aquest estàndard l'ofereixen el Japó i el Brasil de tot el món.
MPEG-H Audio, HLG i SL-HDR1 es van afegir a ISDB-Tb el 2019.

## ISDB-C
Versió per cable.

## Futur
Una nova versió terrestre hauria de ser proposada en 2020 i aprovada el 2021.
Aquesta seria capaç de suportar 4K, 8K, HDR, HFR, i àudio immersiu.
S'ha suggerit utilitzar la compressió de vídeo VVC.

## Països i territoris que utilitzen els sistemes SBTVD i ISDB-T
La taula següent recopila la llista de països que han adoptat oficialment els sistemes SBTVD i ISDB-T.
| Amèrica     | Àsia      | Àfrica   |
| ----------- | --------- | -------- |
| Brasil      | Japó      | Botswana |
| Perú        | Filipines | Angola   |
| Argentina   | Maldives  |          |
| Xile        | Sri Lanka |          |
| Veneçuela   |           |          |
| Equador     |           |          |
| Paraguai    |           |          |
| Costa Rica  |           |          |
| Bolívia     |           |          |
| Uruguai     |           |          |
| Hondures    |           |          |
| Guatemala   |           |          |
| Nicaragua   |           |          |
| El Salvador |           |          |

## Taula dels sistemes terrestres HDTV
| Sistemes                     | ATSC 8-VSB                                                          | DVB COFDM | ISDB BST-COFDM |
| Codificació de font          | Codificació de font                                                 | Codificació de font | Codificació de font |
| ---------------------------- | ------------------------------------------------------------------- | --- | --- |
| Video                        | Sintaxi del perfil principal de la ISO/IEC 13818-2 (MPEG-2 - video) | Sintaxi del perfil principal de la ISO/IEC 13818-2 (MPEG-2 - video) | Sintaxi del perfil principal de la ISO/IEC 13818-2 (MPEG-2 - video) |
| Audio                        | Estàndard ATSC A/52 (Dolby AC-3)                                    | ISO/IEC 13818-2 (MPEG-2 – layer II audio) and Dolby AC-3 | ISO/IEC 13818-7 (MPEG-2 – AAC audio) |
| Sistemes de retransmissió    |                                                                     | | |
| Codificació de canal         |                                                                     | | |
| Codificació externa          | R-S (207, 187, t = 10)                                              | R-S (204, 188, t = 8) | R-S (204, 188, t = 8) |
| Outer interleaver            | 52 R-S block interleaver                                            | 12 R-S block interleaver | 12 R-S block interleaver |
| Codificació interna          | Rate 2/3 trellis code                                               | Punctured convolution code: Rate 1/2, 2/3,3/4, 5/6, 7/8 Constraint length = 7, Polynomials (octal) = 171, 133                                                                 | Punctured convolution code: Rate 1/2, 2/3,3/4, 5/6, 7/8 Constraint length = 7, Polynomials (octal) = 171, 133 |
| Inner interleaver            | 12 to 1 trellis code interleaver                                    | Bit-wise interleaving and frequency interleaving | Bit-wise interleaving, frequency interleaving and selectable time interleaving |
| Aleatorització de informació | 16-bit PRBS                                                         | 16-bit PRBS | 16-bit PRBS |
| Modulació                    | 8-VSB and 16-VSB                                                    | COFDM QPSK, 16QAM and 64QAM Hierarchical modulation: constel·lació multinivell (16QAM and 64 QAM) Temps de guarda: 1/32, 1/16, 1/8 & 1/4 del símbol OFDM 2 modes: 2k i 8k FFT | BST-COFDM amb 13 segments freqüencials DQPSK, QPSK, 16QAM and 64QAM Hierarchical modulation: selecció de tres modulacions diferents en cada segment Interval de guarda: 1/32, 1/16, 1/8 & 1/4 del símbol OFDM 3 modes: 2k, 4k i 8k FFT |